# Katja Tydén
Katja Tydén, född 1980, är en svensk förlagsredaktör och barnboksförfattare.
Tydén debuterade som författare år 2018 med Selma och pappa utgiven på B. Wahlströms bokförlag. Följande år kom uppföljaren Selma, Tora och Kitty. År 2020 utgavs Nu börjar vi skolan! som kom att bli en bokserie på Bonnier Carlsen bokförlag. Serien, som ursprungligen gavs ut som ljudbok på Storytel, skildrar det första året i skolan och följer flera olika barn i en klass. Alla Tydéns böcker har illustrerats av Ingrid Flygare.
Tydén är bosatt i Stockholm.